# Интерлеукин 12
Интерлеукин 12 (ИЛ-12) је интерлеукин који природно производе дендритске ћелије, макрофаге и људски Б-лимфобластоидне ћелије (NC-37) у одзиву на антигенску стимулацију.

## Ген и структура
ИЛ-12 се састоји од снопа са четири алфа хеликса. То је хетеродимерни цитокин кодиран са два посебна гена, ИЛ-12A (п35) и ИЛ-12Б (п40). Активни хетеродимер, и хомодимер п40 се формирају након синтезе протеина.

## Функције
ИЛ-12 учествује у диференцијацији наивних T ћелија у Тх0 ћелије које се даље развијају у било Тх1 ћелије или Тх2 ћелије. Он је познат као стимулишући фактор T ћелија, који може да стимулише њихов раст и функцију. Он подстиче продукцију интерферона гама (ИНФ-γ) и тумор некросис фактора-алфа (TNF-α) из T и природни убица (НК) ћелија, и умањује ИЛ-4 посредовану ИФН-γ супресију. T ћелије које производе ИЛ-12 имају корецептор, ЦД30, који је асоциран са ИЛ-12 активношћу.
ИЛ-12 игра важну улог у активностима природних убица ћелија и T лимфоцита. ИЛ-12 посредује повећање цитотоксичне активности НК ћелија и ЦД8+ цитотоксичних Т лимфоцита. Исто тако изгледа да постоји линк између ИЛ-2 и преноса ИЛ-12 сигнала у НК ћелијама. ИЛ-2 стимулише изражавање два ИЛ-12 рецептора, ИЛ-12Р-β1 и ИЛ-12Р-β2, одржавајући изражавање критичног протеина у ИЛ-12 сигнализацији у НК ћелијама. Побољшан функционални одзив се манифестује ИФН-γ продукцијом и убијањем циљних ћелија.
ИЛ-12 такође има антиангиогенетску активност. То се остварује путем повећања продукције интерферона гама, који повећава производњу хемокина званог индуктивни протеин-10 (ИП-10 ил CXCL10). ИП-10 посредује антиангиогенетски ефекат. Због његове способности да индукује имуни одзив и његове антиангиогенетске активности, постојао је интерест за ИЛ-12 тестирање као могућег антитуморског лека. Међутим, досад није било је показано да поседује значајну активност на туморјима. Постоји линк између ИЛ-12 и аутоимуних болести као што је псоријаза и упална болест црева, што може бити користно у развоју нових третмана.

## Трансдукција сигнала
ИЛ-12 се везује за ИЛ-12 рецептор, који је хетеродимерски формира од ИЛ-12Р-β1 и ИЛ-12Р-β2. ИЛ-12Р-β2 се сматра да игра кључну улогу ИЛ-12 функцији, пошто нађен на активираним T ћелијама и стимулисан је цитокинима који промовишу развој Тх1 ћелије и инхибиран онима који промовишу развој Тх2 ћелија. Након везивања, ИЛ-12Р-β2 подлеже тирозин фосфорилацији и ствара места за везивање киназа, Tyk2 и Jak2. Оне су важне за активацију критичних транскрипционих фактора као што је CTAT4 који је имплициран у ИЛ-12 сигнализацију у T ћелијама и NK ћелијама. Овај пут је познат као JAK-CTAT пут.

## ИЛ-12 и аутоимунитет
ИЛ-12 администрација код људи оболелих од аутоимуних болести је показала да он погоршава аутоимуни феномен. Верује се да је то због његове кључне улоге у индукцији Тх1 имуног одзива. У контрасту с тим, ИЛ-12 ген нокаут код мишева или третман са ИЛ-12 специфичним антителима умањује манифестације болести.
Резултати објављени у Журналу за клиничку иминологију из студије где су мишеви који су одгојени да буди алергични на кикирики, су показали да ИЛ-12 није присутан. То указује на могућност да овај молекул нормално зауставља развој алергија на храну. Даља истраживања су у току да би се утврдило да ли су ови резултати променљиви код људи.